# Corsa cristata
Corsa cristata är en fjärilsart som beskrevs av Louis Beethoven Prout 1925. Corsa cristata ingår i släktet Corsa och familjen nattflyn. Inga underarter finns listade i Catalogue of Life.